# Хроники Тарр: Стражи пограничья
«Хроники Тарр: Стражи Пограничья» — компьютерная игра в жанре симулятор. Разработчик игры — краснодарская компания Quazar Studio, издатель — «Акелла». Релиз игры состоялся 23 сентября 2008 года. «Стражи Пограничья» — дополнение к игре «Хроники Тарр: Призраки звёзд» и одновременно приквел к ней же.

## Сюжет
История «Стражей Пограничья» развивается за несколько сотен лет до событий «Призраков Звезд». Главный герой принадлежит расе Стражей. Стражи некогда были людьми, однако потом они были инфицированы Мраком и сосланы в сектор космоса Северное Пограничье. Там они обустроили своё государство и теперь отчаянно сражаются против Мрака и его порождений — мертвых воинов Дэ-Хэттэ.

## Нововведения в геймплее
Со времен первой части геймплей практически не изменился. Однако некоторые нововведения все же имеют место. Во-первых, резко возросла сложность игры — практически все миссии проходят в условиях тотального численного превосходства противника. В связи с этим у игрока появилась возможность отдавать приказы своим товарищам.

## Отзывы
| Сводный рейтинг | Сводный рейтинг |
| Агрегатор       | Оценка          |
| --------------- | --------------- |
| GameRankings    | 62,00 %         |